# Boriša Đorđević
Boriša Đorđević (Bor, 30. listopada 1953.) je bivši jugoslavenski nogometaš.

## Karijera
Đorđević je zaigrao u prvoj jugoslavenskoj ligi u sezoni 1970./71., kada je igrao za Bor. Godine 1975. prelazi u splitski Hajduk, gdje je bio jugoslavenski prvak i dva puta je osvojio Kup Jugoslavije.
Godine 1981. otišao je u HSV u gdje je proveo dvije godine i osvojio tri naslova u to vrijeme. Jednu sezonu je igrao za berlinskog niželigaša Tennis Borussia Berlin te još tri za Altonu. Nakon karijere nije se vratio u Jugoslaviju. 
Bio je i član jugoslavenske nogometne reprezentacije. Igrao je u četvrtzavršnici europskog prvenstva 1976. godine
Nakon što je završio karijeru Đorđević je jedno vrijeme radio kao trener mlade nogometne škole Manfred Kaltz.
Statistika u Hajduku
| Natjecanje        | Nastupi | Zgoditci |
| ----------------- | ------- | -------- |
| Prvenstvo         | 149     | 26       |
| Kup               | 13      | 2        |
| Superkup          | 0       | 0        |
| Međunarodne       | 22      | 4        |
| Splitski podsavez | 0       | 0        |
| Ukupno            | 184     | 32       |
| Prijateljske      | 94      | 44       |
| Sveukupno         | 278     | 76       |

1. ↑  Profili svih igrača – Statistika na službenim stranicama HNK Hajduka. hajduk.hr. HNK Hajduk Split.